# Harry Keramidas
Harold Thomas Keramidas (Detroit, 31 agosto 1940) è un montatore statunitense.
È noto per aver lavorato per la trilogia Ritorno al futuro.

## Filmografia parziale
- Massacro al Central College (Massacre at Central High), regia di Rene Daalder (1976)
- Dracula contro zombi (Zoltan, Hound of Dracula), regia di Albert Band (1978)
- Goldengirl - La ragazza d'oro (Goldengirl), regia di Joseph Sargent (1979)
- Libertà poco vigilata (Bustin' Loose), regia di Oz Scott (1981)
- Grano rosso sangue (Children of the Corn), regia di Fritz Kiersch (1984)
- Ritorno al futuro (Back to the Future), regia di Robert Zemeckis (1985)
- A proposito della notte scorsa... (About Last Night...), regia di Edward Zwick (1986)
- La scatola misteriosa (The Squeeze), regia di Roger Young (1987)
- Affari d'oro (Big Business), regia di Jim Abrahams (1988)
- Uno strano caso (Chances Are), regia di Emile Ardolino (1989)
- Ritorno al futuro - Parte II (Back to the Future Part II), regia di Robert Zemeckis (1989)
- Ritorno al futuro - Parte III (Back to the Future Part III), regia di Robert Zemeckis (1990)
- The Thief and the Cobbler, regia di Richard Williams (1993)
- A letto con l'amico (The Favor), regia di Donald Petrie (1994)
- L'uomo di casa (Man of the House), regia di James Orr (1995)
- Dredd - La legge sono io (Judge Dredd), regia di Danny Cannon (1995)
- First Kid - Una peste alla Casa Bianca (First Kid), regia di David Mickey Evans (1996)
- Hoodlum, regia di Bill Duke (1997)
- I gattoni (Tomcats), regia di Gregory Poirier (2001)
- Barely Legal - Doposcuola a luci rosse (National Lampoon's Barely Legal), regia di David Mickey Evans (2003)
- The Final Season, regia di David Mickey Evans (2007)